# CM-Chondrit
CM-Chondrite sind Steinmeteoriten, die zur Klasse der kohligen Chondriten gehören. Sie sind nach den CO-Chondriten die zweithäufigste Gruppe der kohligen Chondrite. CM-Chondrite erlauben einen einzigartigen Einblick in die Zusammensetzung der Protoplanetaren Scheibe sowie in die geologische Akkretionsgeschichte ihrer Ausgangskörper – den C-Asteroiden.

## Etymologie und Definition

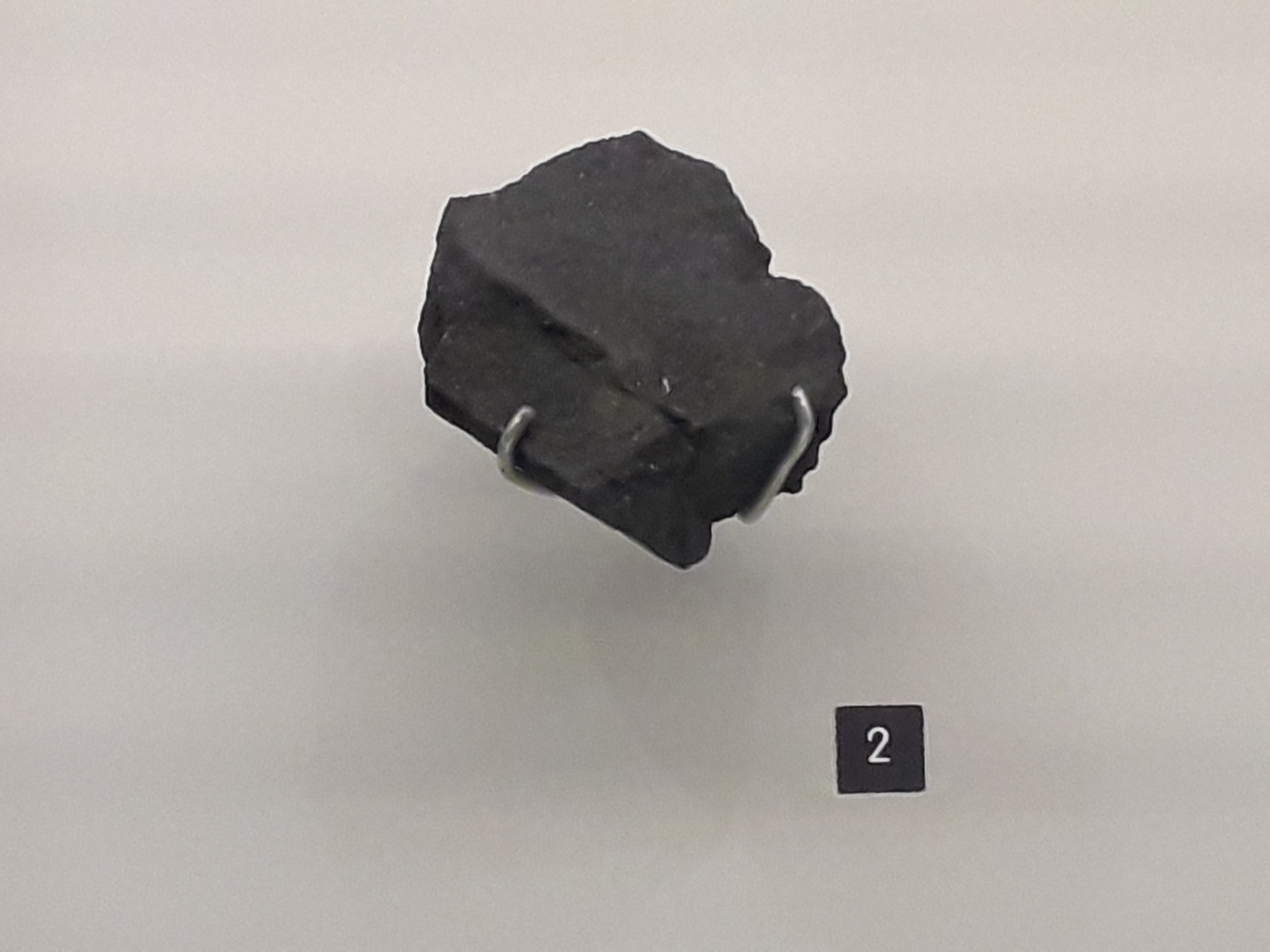
Der Typmeteorit Mighei, ausgestellt im Natural History Museum in London

Die Bezeichnung Chondrite bezieht sich auf die in ihnen vorkommenden Chondren. Unter dem Wort Chondre (altgriechisch χόνδρος chóndros, deutsch ‚Graupe, Korn, rundliche Masse‘), bzw. Chondrule, werden millimetergroße Silikatkügelchen verstanden, welche in eine feinkörnige Grundmasse eingebettet sind.
Die Abkürzung CM geht nach Wasson (1974) auf C für Englisch Carbonaceous chondrites oder abgekürzt CC (kohlige Chondrite) und M für die Typlokalität Mighei in der Ukraine zurück. Die Gruppe der CM-Chondrite wird daher auch als Mighei-Gruppe oder als Mighei-Artige bezeichnet.
CM-Chondrite bilden innerhalb der kohligen Chondrite zusammen mit den verwandten CO-Chondriten den CM-CO-Clan. Sie stehen den CI-Chondriten und den CO-Chondriten am nächsten.

## Häufigkeit
Von CM-Chondriten sind bisher (Stand 2019) 517 Funde bekannt, wovon allein 441 aus der Antarktis stammen. Im Jahr 2011 waren in der Meteoritical Bulletin Database noch 425 Funde aufgelistet worden, mit 388 Antarktisfunden. Bei insgesamt 1989 Chondritenfunden (mit 1133 Antarktisfunden) beträgt ihre Häufigkeit somit 26 %. Im Jahr 2021 wurden 19 Meteoritenfälle angeführt (2011 waren es noch 15) – was 40 % der Chondritenfälle entspricht. Im selben Jahr hat sich laut The Meteoritical Bulletin die Zahl der CM-Chondrite auf 650 erhöht – mit einer Gesamtmasse von mehr als 200 Kilogramm.
Seit dem Jahr 2000 wurden mehr als 250 Forschungsbeiträge zu CM-Chondriten publiziert – mit Schwerpunkten auf Petrologie, Alterationsverlauf, chemische Zusammensetzung, organische Materie, Isotopen und Spektroskopie.

## Vorkommen

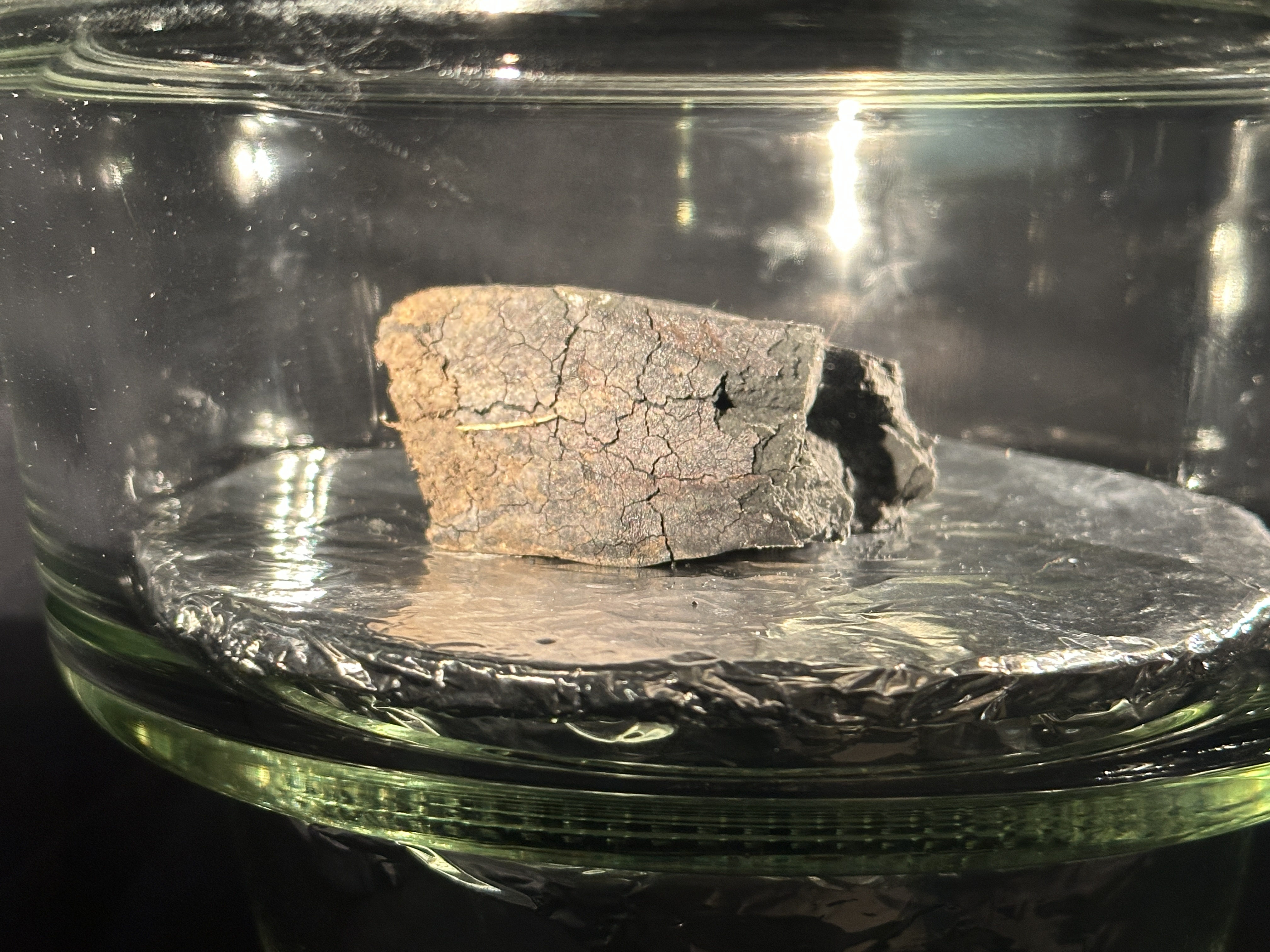
Der Winchcombe-Meteorit im Natural History Museum in London

Der älteste CM-Chondritenfund stammt aus Südafrika vom Cold Bokkeveld (CM2.1 - 2.7) und wurde im Jahr 1838 aufgelesen. Sodann folgten Nogoya (CM2.2) in Argentinien im Jahr 1879 und die Typspezies Mighei (CM2.3) im Jahr 1889 in der Ukraine. Boriskino in Russland wurde im Jahr 1930 und Murray (CM2.4/2.5) in Kentucky (Vereinigte Staaten von Amerika) im Jahr 1950 entdeckt. Im Jahr 1969 ereignete sich der Fall des allseits bekannten Murchison-Meteorits (CM2.5) in Australien, von dem rund 100 Kilogramm geborgen werden konnten und der zahlreiche Studien nach sich zog. 1974 wurde mit Yamato 74662 in den Queen Fabiola Mountains der erste CM-Meteorit aus der Antarktis aufgelesen. Neuere Funde sind der Winchcombe-Meteorit in England, der Paris-Meteorit (CM2.7 bis stellenweise CM2.9) in Frankreich im Jahr 2001, der Jbilet-Winselwan-Meteorit aus der Westsahara im Jahr 2013, der Mukundpura-Meteorit (CM2.0 geschätzt) vom 6. Juni 2017 in Indien, der Meteorit von Aguas Zarcas (CM2.2) vom April 2019 in Costa Rica und im Jahr 2020 der Kolang-Meteorit (CM2.2) in Indonesien.
Weitere Fundorte sind Erakot (1940), Haripura, (1921 – beide Indien) Maribo in Dänemark (2009) und Sayama (1986) in Japan. In der Antarktis sind die Asuka-Funde erwähnenswert (A 12085, A 12169 und A 12236), die 2012 bis 2013 auf dem Nansen-Eisfeld zusammen mit zahlreichen anderen Meteoriten aufgelesen wurden. Es handelt sich hier um Meteoriten des Subtyps CM 2.8, CM 2.9 und sogar CM3.0 – sie stellen somit die bisher am wenigsten veränderten CM-Chondriten dar.

## Klassifizierung
Van Schmus und Wood (1967) klassifizierten die CM-Chondrite als dem petrologischen Typ 1 und 2 angehörend. Typ 3, der die initiale, unveränderte CM-Lithologie darstellt, wird jedoch meist nicht mehr erreicht. Im Schema nach Howard (2015) werden die petrologischen Typen 1.1 bis 1.7 realisiert, Fälle sind auf 1.3 bis 1.5 eingeschränkt. Als Subtypen werden CM2.0 bis CM2.9 angeführt.
Generell zeigen Funde im Vergleich zu Meteoritenfällen eine breitere Streuung in ihrer Typologie.
Auch wenn die meisten CM-Chondrite als CM2 klassifiziert werden und sogar noch etwas an unveränderten und wasserfreien Silikaten enthalten können, so gibt es im Gegenzug dennoch auch wenige, vollständig veränderte CM1-Chondrite, die aber nur 4,2 % in Anspruch nehmen.
Der petrologische Typus CM1.0 hat einen Phyllosilikatgehalt von mehr als 95 Volumenprozent, der Typus CM3.0 jedoch nur noch weniger als 5 Volumenprozent – was sehr schön den steigenden Wassereinfluss in Richtung CM1.0 verdeutlicht.

## Einführung
Die Mighei-Artigen CM-Chondrite sind die zweithäufigste Chondritengruppe, die eine durchgehende wässrige Alteration erfahren hat – jedoch nicht ganz so stark wie CI-Chondrite. Mehr als 90 % der Funde gehören zum petrologischen Typ 2 (CM2). Unter den CM-Chondriten wurden im Meteorological Bulletin 27 als stark beanspruchte CM1 eingestuft. Die CM-Chondrite enthalten somit mehr Typus-1-Meteoriten als alle anderen Gruppen zusammen genommen. Darüber hinaus werden 26 Meteoritenfunde als Typus 1–2 angesehen.
Vergleichbar mit CI-Chondriten haben CM-Chondrite eine Zusammensetzung, die der Photosphäre unserer Sonne ebenfalls sehr nahe kommt. Sie sind aber im Vergleich zu CI-Chondriten etwas mehr an Volatilen abgereichert (mit einem Faktor von 0,639), jedoch um den Faktor 1,29 an refraktorischen, lithophilen Elementen angereichert.
Die kohligen CM-Chondrite stellen anhand ihres Chemismus eine primitive Meteoritengruppe dar, deren spektrale Eigenschaften eine Verwandtschaft zu Asteroiden des C-Komplexes nahelegen. Die C-Asteroiden akkretierten einst in der Nähe der Eislinie.
Trotz ihrer primitiven Zusammensetzung haben CM-Chondrite in ihrem Ausgangskörper eine beträchtliche sekundäre Wiederaufarbeitung erfahren – insbesondere durch Wassereinwirkung, Brekziierung und Deformation.
CM-Chondrite stellen Proben sehr wasserreicher Asteroiden dar, welche sich im Frühen Sonnensystem gebildet hatten. Sie dokumentieren eine bedeutende Wechselwirkung zwischen flüssigem Wasser und silikatischen Gesteinen, aus der eine Mineralogie beherrscht von hydrierten Sekundärphasen resultierte. Bedingt durch ihre Ähnlichkeit mit erdnahen Asteroiden wie beispielsweise Ryugu (ein Cb-Typ) und Bennu (ein B-Typ) – die mittlerweile beprobt wurden – ist ihre Analyse essentiell, um ein Verständnis für diese rätselhaften Himmelskörper zu gewinnen.
Chondritische Meteoriten sind generell Bruchstücke relativ kleiner und undifferenzierter Himmelskörper. Ihre in ihnen enthaltenen Minerale liefern chemische Signaturen, die Auskünfte über die frühen Bedingungen der Planetesimalentstehung liefern. Neuerdings ist die Frage um die Lieferung von Volatilen an die terrestrischen Planeten ins Rampenlicht gerückt – wobei bedacht werden muss, dass die irdischen Planeten aus Planetesimalen aufgebaut wurden, welche unter weitaus stärker reduzierenden Bedingungen entstanden als die primordialen kohligen Chondrite.
In den entfernten Bereichen der protoplanetaren Scheibe hatten sich hochporöse, fragile, kohlenstoff- und wasserreiche Übergangsasteroiden gebildet. Diese wurden zu Ausgangskörpern der kohligen Chondrite. Kohlige Chondrite sind undifferenzierte Meteoriten, die zwar nie aufschmolzen, jedoch von anderweitigen physikalischen Prozessen wie thermische und wässrige Alteration betroffen wurden. Nur recht wenige sind zwar einer bedeutenden Alteration entkommen, tragen aber dennoch die Anzeichen für einen nassen Akkretionsvorgang.

## Beschreibung

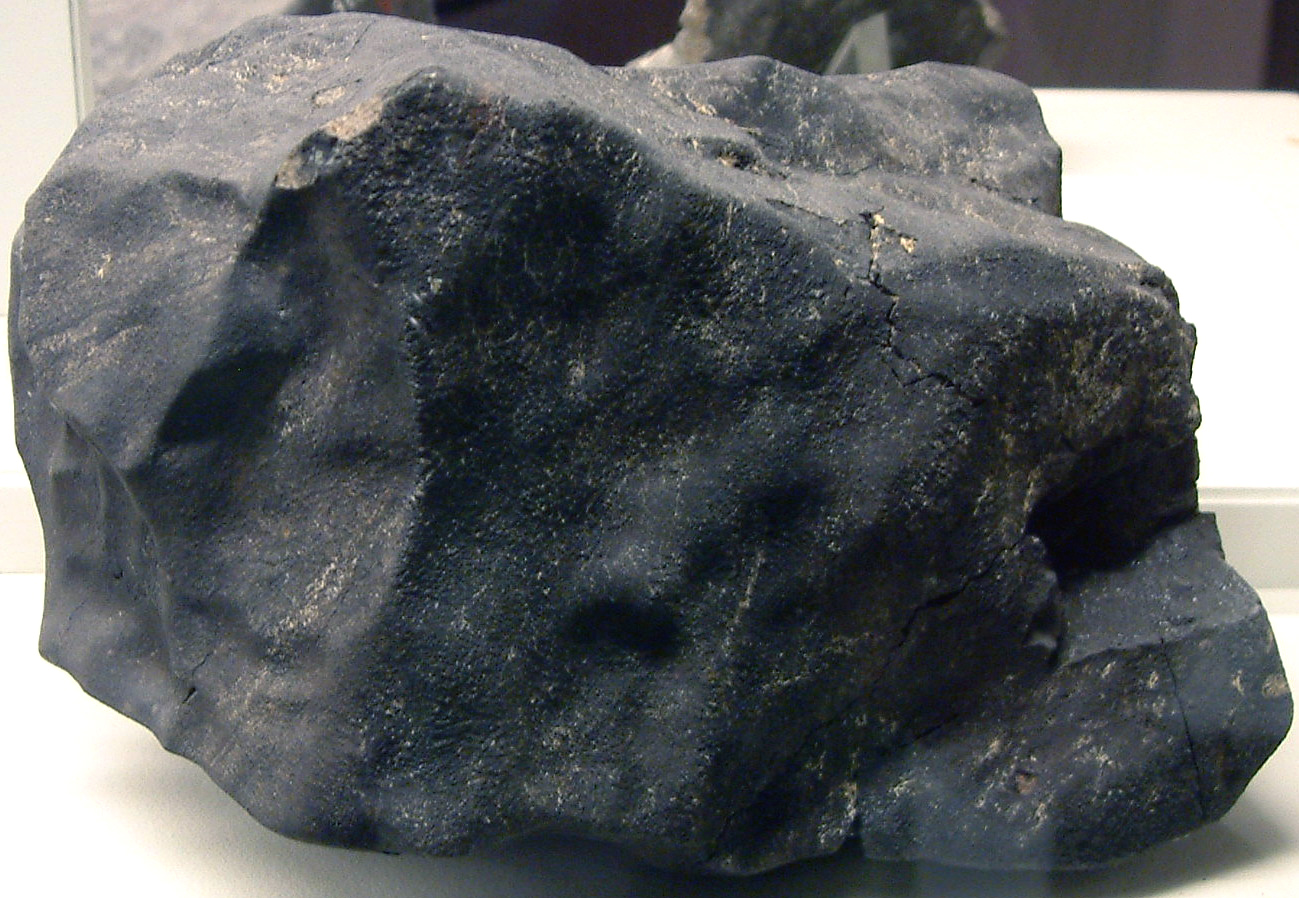
Der Murchison-Meteorit mit Schmelzkruste

CM-Chondrite sind schwarze bis dunkelgraue Gesteine, die oft mit dem bloßen Auge noch zu erkennende kleine Einschlüsse und Chondrulen enthalten. Das Innere von CM1-Chondriten ist typischerweise mattschwarz und durchsetzt mit weißen, kristallinen Flecken. Das Gefüge von CM-Chondriten besteht oft vollständig aus Grundmasse (meist um 70 Volumenprozent schwankend), es können aber auch recht oft Chondrenpseudomorphosen (mit rund 20 Volumenprozent) und CAI-Texturen (mit ungefähr 5 Volumenprozent) beobachtet werden. Sie enthalten außerdem etwas an Metall (um 1 Volumenprozent). Nur CI-Chondrite haben einen noch höheren Matrixanteil.
Viele der CM-Chondrite sind Brekzien und einige der Brekzienproben wie beispielsweise Boroskino enthalten CM1-Klasten. Bereits mehrmals wurden CM1-Klasten in Fällen von CM2-Chondriten aufgefunden (Beispiele sind Boroskino und Mukundpura). Gesicherte CM1-Chondritenfälle sind aber bis auf den heutigen Tag unbekannt.

## Physikalische Parameter

### Dichte
Die Gesamtdichten sind bei CM-Chondriten mit 2,20 g/cm³ relativ niedrig, nur CI-Chondrite sind noch weniger dicht (z. B. der Orgueil-Meteorit). Der Schwankungsbereich der Messungen bewegt sich zwischen 1,88 und 2,47 g/cm³. Die wesentlich höheren Korndichten zeigen einen Durchschnittswert von 2,92 g/cm³, ihr Schwankungsbereich bewegt sich zwischen 2,74 und 3,26 g/cm³.

### Porosität
CM-Chondrite sind mit durchschnittlich 24,7 % recht porös – mit einer Schwankungsbreite von 15 bis 36,7 %. Der Murchison-Meteorit zeigt eine Gesamtporosität von 23 %.

### Magnetische Suszeptibilität
Die Magnetische Suszeptibilität χ ist bei CM-Chondriten niedriger als bei CI-Chondriten (wie beispielsweise Orgueil), jedoch in etwa vergleichbar mit LL-Chondriten. Log χ schwankt zwischen 3,30 bis 4,30 – mit einem Durchschnittswert von 3,75 bis 3,93.

## Mineralogie
CM-Chondrite enthalten mehr als 30 Minerale, darunter Olivine und Pyroxene (mit mehr als 5 Volumenprozent). Die Olivine bestehen aus der Mischreihe Forsterit-Fayalit mit Betonung der forsteritischen Komponente. Die Pyroxene sind vorwiegend Calcium-arme Klinopyroxene, darunter Augit (Fassait), Diopsid und Pigeonit. Feldspate (beispielsweise Anorthit) treten als primäre Körner auf. Auch Feldspatvertreter wie Melilith, Nephelin oder Sodalith können angetroffen werden. Als Metall erscheint Taenit mit weniger als 20 Volumenprozent, seine Konzentration kann aber auch verschwindend gering werden. Im Subtypus 3.0 kann auch noch Kamacit angetroffen werden. Sulfide machen etwas mehr als 0,5 Volumenprozent aus. In der Matrix erscheinen Phyllosilikate. Darunter befinden sich Chlorit, Cronstedtit, Saponit, Serpentin, Tochilinit und Vermiculit. Kohlenstoffhaltige Verbindungen sind Carbide, Carbonate aber auch organische Verbindungen wie Aminosäuren. Als Carbid ist Cohenit anzuführen. Als Carbonate fungieren Aragonit, Calcit und Dolomit. Als Siliciumdioxid-Modifikation erscheint Cristobalit. Unter den Aminosäuren finden sich Alanin, Glycin, Serin und andere. Weitere, in CM-Chondriten bekannte Minerale sind Awaruit, Barringerit, Brucit, Chromit, Chrysotil, Daubréelith, Diamant, das Orthopyroxen Enstatit, Epsomit, Gehlenit, Gips, Goethit, Graphit, Grossit, Halit, Hibonit, Isocubanit, Limonit, Magnetit, Perovskit, Pyrrhotit, Schreibersit, Schwefel, Sphalerit und Spinell. Zu den Mineralen gesellt sich Glas.

## Petrologie

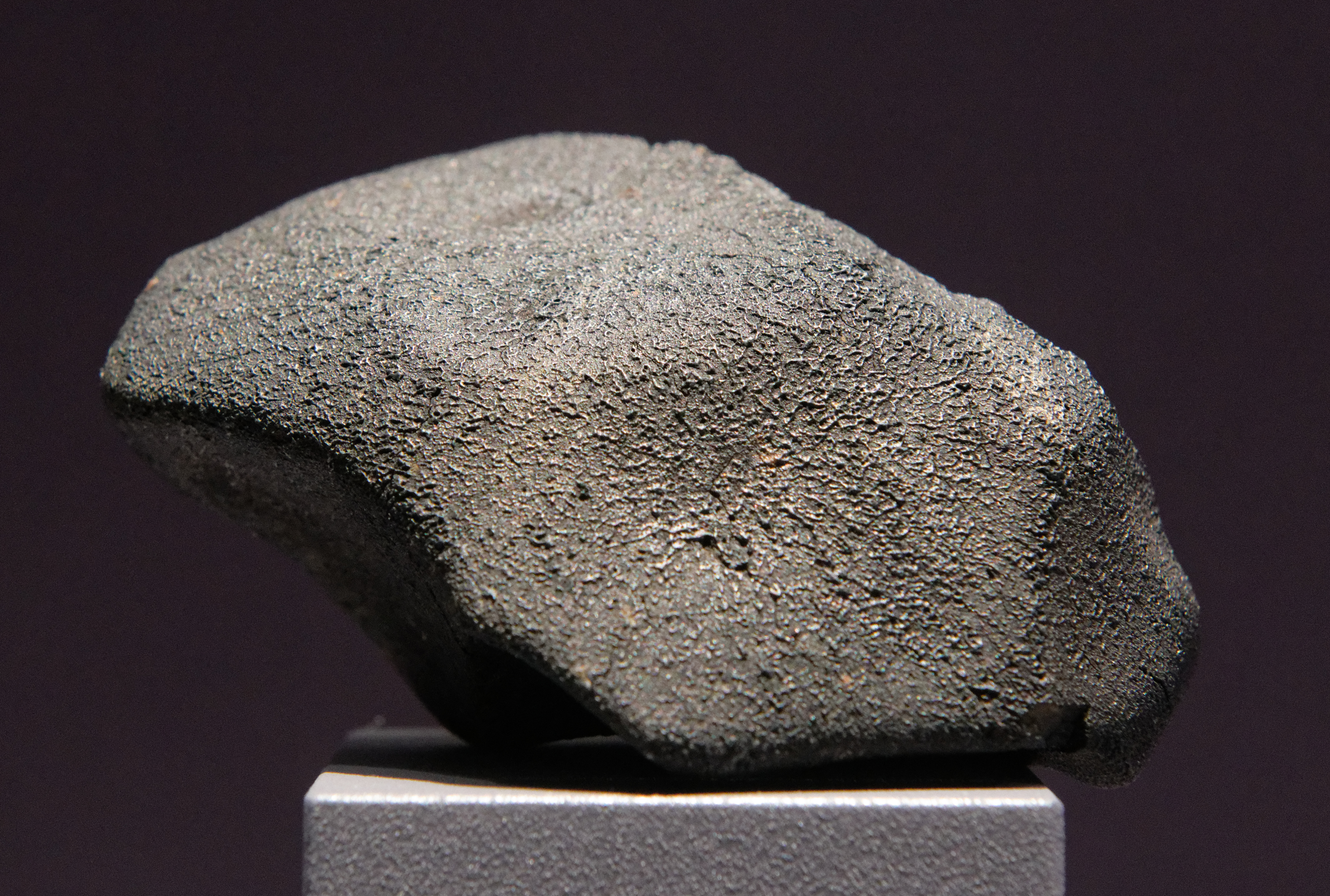
Der Murchison-Meteorit mit Schmelzkruste im Muséum national d’histoire naturelle in Paris

### Alterationen
Nach vollzogener Akkretion aus der protoplanetaren Scheibe – darunter Präsolare Körner, Chondren, refraktorische Einschlüsse und organische Substanzen – wurden viele dieser ursprünglichen Komponenten durch radiogen bedingte Erhitzung, durch Schockeinwirkung und assoziierter Deformation, durch Weltraumverwitterung und vor allem durch Wassereinwirkung teilweise umgewandelt oder gar zerstört.
Zu den Produkten der Wassereinwirkung auf das Meteoritengestein zählen feinkristalline Phyllosilikate im Submikrometerbereich (befinden sich vor allem in der feinkörnigen Grundmasse), Sulfide (kleiner als 100 μm), Karbonate und Eisenoxide. Diese Alterationsprodukte geben wiederum ihrerseits wertvolle Einblicke in die benötigten Zeitspannen der Umwandlungsprozesse und informieren über die Zufuhr von Wasser und anderer Volatile in Richtung innere Planeten.
Die in der Grundmasse befindlichen amorphen Silikate, Metalle und Sulfide wurden in eisenhaltigen Cronstedtit sowie Tochilinit umgewandelt. Die später sich anschließende Serpentinisierung der refraktorischen, grobkörnigen Einschlüsse bereicherte die Fluidphase in Magnesium. Dies spiegelt sich im Kationenübergang sekundärer Phasen – von eisenreich hin zu magnesiumreich. Browning's Mineralogischer Alterationsindex aus dem Jahr 1996 (engl. mineralogic alteration index, abgekürzt MAI) verfolgt die wässrige Umwandlung anhand progressiver Veränderungen der Matrixmineralogie und des Chemismus – ausgehend von Cronstedtit zu MgFe Serpentin. Ihr Ergebnis ist eine Konzentrationsverringerung an Gesamteisen und an Fe3+ in den Phyllosilikaten der Matrix.

### Matrix
Die oft als schwammig beschriebene Matrix bei CM-Chondriten ist feinkörnig, opak und schwarz und nimmt etwa 48 bis 54 Volumenprozent ein. Sie kann aber durchaus bis 78 Volumenprozent erreichen. Ihre Mineralogie ist den CI-Chondriten sehr ähnlich, enthält aber wesentlich weniger Magnetit (weniger als 8 mg/g). Hauptbestandteile der Matrix sind Phyllosilikate.

### Chondren und CAIs
CM-Chondrite des Typus 2 (CM2) besitzen im Gegensatz zu CI-Chondriten noch Chondren, von denen jedoch viele durch Wasser verändert oder aufgelöst worden waren. CO-Chondrite sind jedoch bereits wesentlich Chondren-reicher. In CI-Chondriten sind Chondren nur umrisshaft (pseudomorph) erhalten, sie können auch vollkommen fehlen. Viele der Chondren in CM-Chondriten werden von Rändern aus akzessorischen Mineralen umrahmt oder von wässrig-umgewandeltem Chondrenmaterial umringt.
Die als Hochtemperaturphasen entstandenen Chondren nehmen in CM-Chondriten durchschnittlich 12 bis 20 Volumenprozent in Anspruch. Sie können aber wie im Paris-Meteoriten bis nahezu 45 Volumenprozent erreichen. Die meisten Chondren sind klein – mit einem Durchmesser unterhalb von 0,5 Millimeter (500 μm) und einem Durchschnittswert von 0,3 Millimeter. Die kleinsten Chondren sind nahezu kugelförmig mit körnigem Gefüge un bauen sich aus kleinen Pyroxen- und Olivinkristallen auf. Die größeren Chondren zeigen unregelmäßige Ausmaße, besitzen keine Ränder und bestehen aus recht großen idiomorphen bis subidiomorpen Olivinkristallen. Die klassischen Chondrenstrukturen (wie Balkenolivine, radialstrahlige Pyroxene, POPs usw.) sind zwar vorhanden – jedoch im Vergleich mit gewöhnlichen Chondriten recht selten. Porphyrische Chondren, die sehr arm an FeO sind, treten in CM-Chondriten recht häufig auf.
Auch wenn CM-Chondrite im Vergleich zu CO-Chondriten weniger an Chondren aufweisen, so sind ihre Chondren aber immer noch größer. Ihre durchschnittliche Größe beträgt 270 bis 300 Mikrometer (μm), CO-Chondren sind hingegen mit zirka 170 Mikrometer erstaunlich klein. Dies liegt womöglich in der wässrigen Alteration begründet, welche in CM-Chondriten bevorzugt kleinere Chondren angriff und weglöste, jedoch größere unter Materialeinbuße weitestgehend verschonte. Dementsprechend enthalten CM-Chondriten auch wesentlich weniger CAIs.
Die Chondren können eine Mesostasis aus primären Feldspat und Glas aufweisen – jedoch nur im praktisch unveränderten Subtyp 3.0 und den wenig beanspruchten Subtypen 2.9 und 2.8. Ab Subtypus 2.7 kommen nur noch Phyllosilikate in den Chondren vor. In Subtypus 2.9 halten sich Phyllosilikate und Mesostasis noch die Waage, jedoch werden Phyllosilikate ab Subtyp 2.8 vorherrschend.
Phänokristalle in Chondren sind ab Subtyp 3.0 bis einschließlich Subtyp 2.4 unverändert, werden aber ab Subtyp 2.3 zusehends verändert. Der Grad der Veränderung macht im Subtyp 2.3 2 bis 15 % aus, im Subtyp 2.2 15 bis 85 % und im Subtyp 2.1 85 bis 99 %.

### Chondrenfragmente und Einzelkristalle
Chondrenfragmente und Einzelkristalle sind weitaus häufiger als Chondren. Die Fragmente und die Einzelkristalle aus Olivin erreichen die Größe der Chondren. Einzelkristalle aus Olivin können bis zu 20 Volumenprozent in CM-Chondriten ausmachen. Recht häufig sind auch lose Aggregate aus sehr kleinen Olivinkristallen (bis etwa 400 μm) mit forsteritischer Zusammensetzung. Diese sind in eine glasige Mesostasis eingelassen und lassen darauf schließen, dass sie wie die größeren Chondren aufgeschmolzen wurden. Die Aggregate können bis zu 18 Volumenprozent einnehmen. Insgesamt sind die Olivine in ihrer Zusammensetzung sehr variabel und unausgeglichen.
Metallische Eisenkörner lassen sich gelegentlich in Chondren und in Aggregaten beobachten. In den Aggregaten wiederum befinden sich kleine Mengen an hochrefraktorischen Calcium-Aluminium-Titan-Mineralen. In anderen kohligen Chondritengruppen können diese Minerale recht bedeutend werden, in CM2s nehmen sie aber nur eine untergeordnete Stellung ein.

### Präsolare Körner

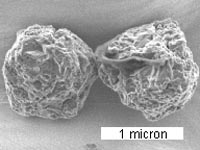
Präsolare Körner (Sternenstaub) im Murchison-Meteoriten

In CM-Chondriten wurden auch Präsolare Körner  (engl. presolar grains oder abgekürzt PSG) entdeckt, insbesondere in den feinkörnigen Chondrenrändern (engl. fine-grained rims oder abgekürzt FGR). Die PSGs machen aber nur einen verschwindend kleinen Anteil an der Gesamtmasse aus. Es handelt sich hierbei um winzige Kristalle, die noch älter als das Frühe Sonnensystem sind und aus dem interstellaren Raum stammen. Zu den Präsolaren Körnern zählen Siliciumcarbid (Moissanit) und Mikrodiamanten, sowie andere refraktorische Minerale wie Korund und Zirkon. Die Isotopenverhältnisse ihrer Elemente stimmen nicht mit den Werten des Sonnensystems überein, sondern nähern sich den Werten des interstellaren Mediums an. Präsolare Körner können ihrerseits noch kleinere präsolare Körner enthalten.
Die Gegenwart präsolaren Staubs in FGR-Chondrenrändern von CM-Chondriten bezeugt den Ursprung der Chondrenränder im Sonnennebel, vergleichbar mit den feinkörnigen Chondrenrändern (FGRs) in CR- und in CO-Chondriten.

### Wasser
CM-Chondrite sind zusammen mit CI-Chondriten reich an Wasser und enthalten zwischen 3 bis 14 Gewichtsprozent Wasser (Durchschnittswert rund 9 Gewichtsprozent), was in etwa nur der Hälfte des Wassergehalts in CI-Chondriten entspricht. Wasser befindet sich in Tochilinit, Cronstedtit und anderen Phyllosilikaten. Dieses, von Chondriten und nicht von Kometen stammende Wasser ist wahrscheinlich für die Entstehung der irdischen Ozeane verantwortlich – wie dies mittels Isotopen (vorwiegend Deuterium, aber auch andere) rekonstruiert werden kann.

### Sulfide
Als Sulfide erscheinen die Minerale Troilit, Pyrrhotit, Pentlandit sowie Sulfidkörner mit intermediärem Verhältnis Ni/Fe+Ni. Der Gehalt der Sulfide beträgt zwischen 0,5 bis 1,4 Volumenprozent. Auch bei ihnen besteht eine Abhängigkeit vom Subtypus und damit dem Veränderungsgrad. Troilit findet sich nur in den relativ unveränderten Subtypen 3.0 bis 2.8. Pyrrhotit erscheint in den Subtypen 3.0 bis 2.3 einschließlich. Pentlandit findet sich in allen Subtypen. Die intermediären Sulfidkörner erscheinen ab dem Subtypus 2.4 und finden sich bis zum Subtypus 2.0.

### Kohlenstoffhaltige und organische Substanzen

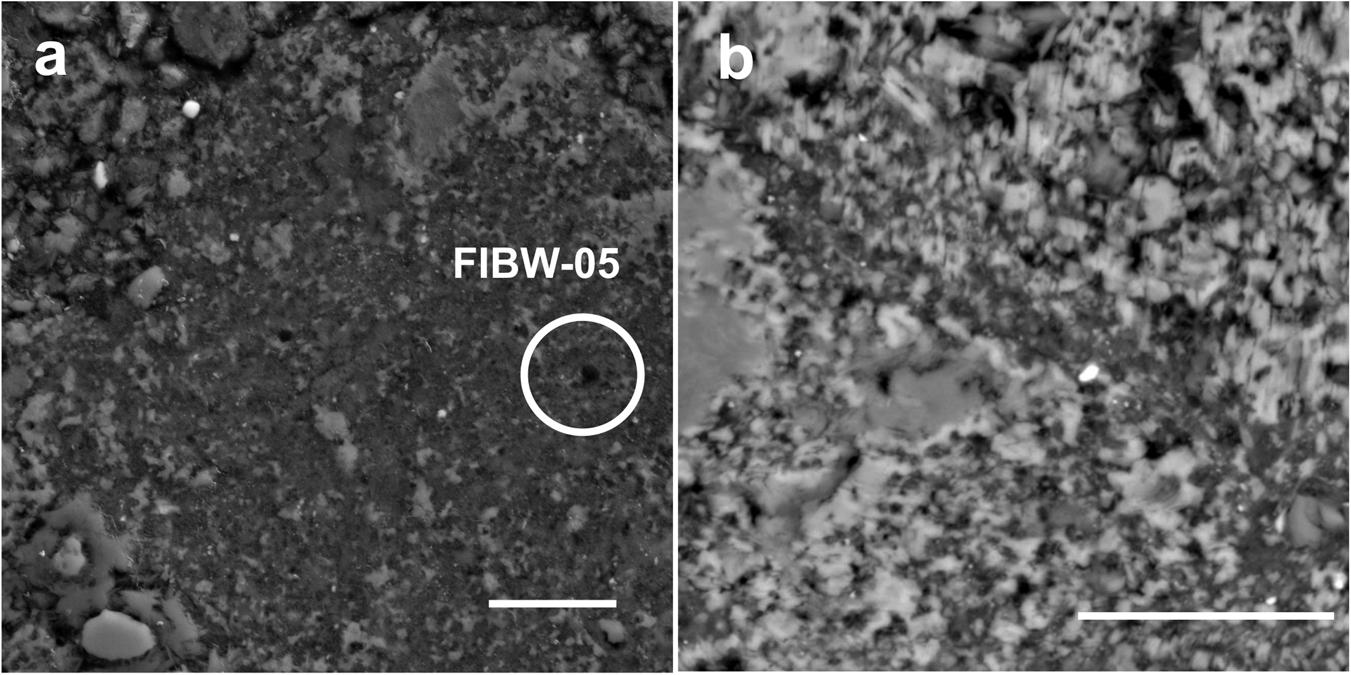
Die beiden Erscheinungsformen organischer Materie im Winchcombe-Meteoriten – globular (links) und fein verteilt (rechts)

Kohlige Chondrite enthalten – wie der Name bereits andeutet – recht viel kohlenstoffhaltige und organische Substanzen. Hierzu gehören reiner Kohlenstoff, einfache Verbindungen wie Carbide und Karbonate und organische Kettenverbindungen. Darüber hinaus können in CM-Chondriten komplizierte Kohlenwasserstoffe wie beispielsweise Polyzyklische aromatische Kohlenwasserstoffe (PAKs) und andere organische Verbindungen angetroffen werden. Interessanterweise scheint ihr Auftreten in CI- und in CM-Chondriten fast ausschließlich an Grundmassenphyllosilikate gebunden zu sein.
Wie auch in anderen Meteoritengruppen liegt ein Teil des Kohlenstoffs als Carbide vor – oft als Cohenit (Fe3C), bei dem das Eisen meist durch Nickel substituiert wird. Der Gesamtkohlenstoffgehalt in CM-Chondriten ist nierdiger als in CI-Chondriten, jedoch ist der Anteil an aromatischen Verbindungen erhöht. Wie Isotopenuntersuchungen ergeben, sind die Verbindungen meteoritischen und nicht terrestrischen Ursprungs.
Die organischen Substanzen in CM-Chondriten können in lösliche und in unlösliche organische Materie (engl. insoluble organic matter oder abgekürzt IOM) unterteilt werden. Der lösliche Anteil konnte bereits mit den Analysemethoden des mittleren 20. Jahrhunderts untersucht werden – es fanden sich zusammen mit anderen Verbindungen Paraffin, Cycloalkane und recht viele aromatische Kohlenwasserstoffe. Der unlösliche, kerogenartige Anteil überwiegt jedoch eindeutig. Im Jahr 1963 konnten Briggs und Mamikunian nur das sehr hohe Moelekulargewicht der IOM konstatieren. Die IOM werden ihrerseits weiter in die beiden Komponenten thermisch labil und refraktorisch unterteilt.

#### Aminosäuren
Aminosäuren und andere organische Verbindungen in Chondriten wurden von mehreren Forschergruppen erstmals beschrieben. Die Konzentrationen waren aber niedrig bis fast schon nicht mehr registrierbar und wurden folglich irdischer Kontamination zugesprochen. Der Fall des Murchison-Meteorits – des größten CM-Meteoriten – im Jahr 1969 ergab über 100 Kilogramm an Probenmaterial. Die Fundstücke konnten recht rasch in einem Trockengebiet aufgelesen werden. Fortschritte in Biochemie und in petrochemischen Techniken erlaubten schließlich eine einheitliche Aussage: analysierte Zucker und Aminosäuren existierten definitiv im Weltraum und wurden in Meteoriten inkorporiert. Die Aminosäuren sind nicht terrestrischen Ursprungs. Außerdem liegen viele der Isotopen außerhalb irdischer Werte und bezeugen somit eine Nichtkontaminierung der jeweiligen Proben.
Aminosäuren sind in CM-Chondriten um etwa 30 % höher konzentriert als in CI- oder in CO-Chondriten. Jedoch zeigen Meteoriten wie Ivuna und Orgueil hohe Konzentrationen an β-Alanin, Glycin, γ-Aminobuttersäure und β-Aminobuttersäure, jedoch niedrge Konzentrationen an 2-Amino-2-methylpropionsäure und Isovalin. Hieraus kann gefolgert werden, dass die jeweiligen Aminosäuren der CI- und CO-Chondrite unterschiedlichen Synthesewegen gefolgt waren als die CM-Chondrite und wahrscheinlich auch von einem unterschiedlichen Ausgangskörper stammten.
Gefunden wurden zusätzlich Nitrile/Cyanide sowie Heterozyklen. Diese verwandten organischen Verbindungen sind entweder Zerfallsprodukte oder Vorgängermaterial der Aminosäuren.
Im Murchison-Meteoriten wurden mehr als 96 extraterrestrische Aminosäuren und andere organische Verbindungen entdeckt – darunter Carbonsäuren, Hydroxycarbonsäuren, Sulphonsäuren und Phosphonsäuren, aliphatische, aromatische und polare Kohlenwasserstoffe, Fullerene, Heterozyklen, Carbonylverbindungen, Alkohole, Amine und Amide. Neben den 5 Proteinbildnern Alanin, Glutaminsäure, Glyzin, Prolin und Valin fanden sich 12 weitere Nichtproteinogene Aminosäuren wie z. B. 2-Amino-2-methylpropionsäure und Isovalin, die auf der Erde nur sehr selten vorkommen. Neben 20 gewöhnlichen Aminosäuren wurden Hunderte an weiteren Aminosäuren entdeckt, welche jedoch nicht bestimmt werden konnten. Die meisten der angetroffenen Aminosäuren sind auf der Erde sehr selten oder fehlen vollständig – daher besteht auch nicht die Gefahr einer irdischen Kontamination.
Folgende Aminosäuren sind in CM-Meteoriten bisher bekannt geworden: 2-Methylalanin, 2,3-Diaminobutansäure, α-Methylserin, β-Homoserin, d-2,3-Diaminopropansäure, Alanin, Allo-Isothreonin, Asparagin, Glutaminsäure, Glycin, Histamin, Homoserin, Isobutylamin, Isoleucin, Isoserin, Isothreonin, Isovalin, Leucin, Norleucin, Norvalin, Prolin, Sarcosin, Serin, Threonin und Valin.

##### Chiralität
Die anfänglichen Aminosäurenanalysen berücksichtigten noch nicht ihren optischen Drehsinn, die in Meteoriten angetroffenen organischen Verbindungen wurden anfangs daher nur in ihrer razemischen Form angegeben. Die Aminosäuren waren zwar sehr vielfältig, besassen aber nur eine sehr niedrige Konzentration. Erst nach Separierung der unlöslichen organischen Materie konnte sodann auch die Chiralität der Aminosäuren aufgedeckt werden. Der Drehsinn ist bei vielen meteoritischen organischen Verbindungen mittlerweile fest etabliert und konnte auch auf die unlösliche Fraktion ausgedehnt werden.

Die Strecker-Synthese von α-Aminosäuren

Chiralität bedeutet, dass Aminosäuren zwei spiegelbildliche, nicht zur Deckung zu bringende Strukturformen besitzen – so genannte Enantiomere. Ihnen kann entweder ein rechts- (R) oder linkshändiger Drehsinn (L) zugeordnet werden – ganz analog zu Glyceraldehyd. Lebende Organismen greifen auf linkshändige Aminosäuren zurück, obwohl es hierfür keinen erkennbaren Grund gibt, da beide Formen gleichberechtigt sind. Ganz im Gegensatz zur terrestrischen Biologie konnten frühe Laboruntersuchungen wie das Miller-Urey-Experiment zeigen, dass Aminosäuren auch unter einer Bandbreite von abiotischen Bedingungen entstehen können – unter Herausbildung von gleichen (razemischen) Verhältnissen an R- und L-Enantiomeren. Die vorgefundenen Enantiomerverhältnisse in einer Aminosäure können daher eine Entscheidung über eine biotische oder abiotische Entstehungsweise erleichtern. Im Murchison-Meteorit lagen nur razemische Mischungen vor, welche alle einen abiotische Ursprung nahelegten. Razemische Enantiomermischungen werden beispielsweise auch in der Strecker-Synthese erzeugt – in Übereinstimmung mit der Synthese von Isovalin und anderen α-Dialkyl-Aminosäuren in CM-Chondriten.

##### Unausgeglichenheit der Enantiomere
Vor nicht allzu langer Zeit konnten in kohligen Chondriten Aminosäuren identifiziert werden, welche einen deutlichen Überschuss an L-Enantiomeren manifestieren. Im Murchison- und im Murray-Meteorit wurden Überschüsse von 3 bis 15 % bei Nichtproteinogenen Aminosäuren (α-Dialkyl-Aminosäuren) nachgewiesen. Ihr extraterrestrischer Ursprung ist daran zu erkennen, dass sie in biologischen Prozessen nicht auftreten und bei schweren Isotopen eine entschiedene Anreicherung gegenüber irdischen Werten an 13C und Deuterium aufzuweisen haben. Überschüsse an Isovalin von 20,5 % haben sogar die Hypothese aufkommen lassen, dass ein Anstieg der hydrothermalen Alteration auf dem Gastmeteoriten mit dem beobachteten Zuwachs an L-Enantiomeren korreliert.
Ein Vorschlag sieht Unterschiede im Kristallisationsverhalten der Enantiomere als Ursache für die Unausgeglichenheit der Aminosäuren. Es konnte ferner gezeigt werden, dass auch kreisförmig polarisiertes UV-Licht diese Unausgeglichenheit in der Chiralität kristallisierender Aminosäuren herbeiführen kann. Festzuhalten ist jedoch, dass Überschüsse der L-Enantiomere nur in extraterrestrischen Aminosäuren beobachtet werden. Dies legt nahe, dass abiotische Prozesse für eine Anreicherung der Enantiomere verantwortlich waren – gleichzeitig jedoch die L-Selektivität irdischen Lebens somit vorzeichneten.
Um einen eventuellen biologischen Ursprung in extraterrestrischen Proben nachzuweisen, müssen folgende Bedingungen erfüllt sein:
- eine asymmetrische Chiralität muss vorliegen
- Strukturisomere zeigen eine Bevorzugung und
- 13C, 15N und Deuterium sind im Vergleich zum assoziierten inorganischen Material abgereichert.[42]

#### Karbonate
Auch Karbonate sind abhängig vom Alterationsgrad und daher wertvolle Anzeiger desselben. Ausreichend Karbonate treten erst ab dem Subtypus 2.7 bis hin zum Subtypus 2.0 auf. Im Subtypus 3.0 und 2.9 fehlen sie ganz oder sind selten. Erst im Subtypus 2.8 werden sie etwas häufiger. Angetroffen werden vorrangig Calcit und Dolomit, und auch Aragonit und Breunnerit können auftreten (Aragonit kommt jedoch in CI-Chondriten so gut wie nicht vor).

#### Gase
Anormale Gasgehalte in kohligen Chondriten wurden erstmals im Jahr 1960 aus dem Murray-Meteorit berichtet. An Gasen reiche Meteorite anderer, jedoch meist zu CM-Chondriten nah verwandter Klassen, speichern Gase in dunklen, lithischen Bereichen.
In Meteoriten enthaltene Gase sind entweder primordialen, solaren, radiogenen oder fissilen Ursprungs. Solare Gase weisen sowohl eine Sonnenwind- als auch eine bezeichnende Sonneneruptionskomponente auf. Radiogene Gase gehen auf den Zerfall kosmischer Strahlung zurück. Fissile Gase stammen aus radioaktiven Zerfallsprodukten. Die Wirtsminerale sind gewöhnlich reich an Kohlenstoff und enthalten ferner die Präsolaren Körner Diamant, Siliciumcarbid, Graphit und organische Verbindungen.
Der Nogoya-Meteorit ist ein besonders gasreicher CM-Chondrit.
Mikrometeoriten verlieren aufgrund der Reibungshitze während ihres Eintritts in die Erdatmosphäre meist einen bedeutenden Anteil ihrer Gase, diese sind aber trotzdem immer noch nachweisbar.

## Chemische Zusammensetzung

### Elemente
Laut Lodders (2021) nehmen die 10 häufigsten Elemente (mit mehr als 1,0 Gewichtsprozent – Sauerstoff, Eisen, Silicium, Magnesium, Schwefel, Kohlenstoff, Nickel, Calcium, Wasserstoff und Aluminium) allein bereits 98,67 Gewichtsprozent ein. Die folgenden 11 Elemente oberhalb 0,1 Gewichtsprozent (Natrium, Chrom, Mangan, Stickstoff, Phosphor, Titan, Kobalt, Chlor, Kalium, Zink und Kupfer) steuern ihrerseits weitere 1,3246 Gewichtsprozent bei. Diese 21 Elemente ergeben also insgesamt 99,9946 Gewichtsprozent. Sämtliche übrigen Elemente teilen sich somit die verbliebenen 0,0054 Gewichtsprozent bzw. 540 ppm. Bedeutende Spurenelemente hierunter sind Vanadium, Fluor, Germanium, Selen und Strontium.

#### Sauerstoff
Sauerstoff ist mit 42,4 Gewichtsprozent (genauerer Wert 42,410 Gewichtsprozent bzw. 424100 ppm) das häufigste Element in CM-Chondriten. Nur CI-Chondrite sind mit 45,384 Gewichtsprozent höher konzentriert, darunter folgen CR-Chondrite mit 39,270 Gewichtsprozent.

#### Eisen
Eisen ist nach Sauerstoff das zweithäufigste Element in CM-Chondriten. Seine Konzentration beträgt 21,10 Gewichtsprozent bzw. 211000 ppm und ist somit höher als bei CI-Chondriten mit 18,562 Gewichtsprozent. Alle anderen kohligen Chondrite sind aber noch etwas höher konzentriert.

#### Silicium
An dritter Stelle folgt Silicium mit 13,20 Gewichtsprozent bzw. 132000 ppm. CI-Chondrite zeigen niedrigere Konzentrationen mit 10,774 Gewichtsprozent und auch hier weisen die übrigen kohligen Chondrite mit ≥ 15 Gewichtsprozent höhere Werte auf.

#### Magnesium
Dicht auf Silicium folgt Magnesium an vierter Stelle, Lodders (2021) gibt hierbei den Wert 11,90 Gewichtsprozent bzw. 119000 ppm an. Dieser Wert ist höher als bei CI-Chondriten (9,517 Gewichtsprozent), jedoch einiges niedriger als bei den restlichen kohligen Chondriten, die um 14 Gewichtsprozent zu liegen kommen.

#### Schwefel
Laut Lodders (2021) ist Schwefel mit 3,00 Gewichtsprozent bzw. 30000 ppm in CM-Chondriten vertreten. Dieser Wert ist geringer als in CI-Chondriten (5,36 Gewichtsprozent), jedoch einiges höher als in den übrigen kohligen Chondriten.

#### Kohlenstoff
CM-Chondrite enthalten 2,32 Gewichtsprozent bzw. 23200 ppm an Kohlenstoff. Dieser Wert ist niedriger als in CI-Chondriten (4,13 Gewichtsprozent), jedoch bedeutend höher als in allen anderen kohligen Chondriten. Der erhöhte Kohlenstoffgehalt setzt CI- und CM-Chondrite eindeutig von den anderen kohligen Chondriten ab.

#### Nickel
Nickel erreicht eine Konzentration von 1,25 Gewichtsprozent bzw. 12500 ppm in CM-Chondriten und ist somit höher konzentriert als in CI-Chondriten, diese liegt aber noch unterhalb aller restlichen kohligen Chondrite.

#### Calcium
Die Konzentrationen an Calcium betragen 1,20 Gewichtsprozent bzw. 12000 ppm. Sie sind höher als in CI-Chondriten, aber auch sie liegen unterhalb der restlichen kohligen Chondrite.

#### Wasserstoff
Bei CM1-Chondriten bewegt sich der Wasserstoffgehalt zwischen 1,0 und 1,4 Gewichtsprozent. Katarina Lodders (2021) gibt für CM-Chondrite allgemein 1,15 Gewichtsprozent bzw. 11500 ppm an.

#### Aluminium
Aluminium erreicht in CM-Chondriten eine Konzentration von 1,14 Gewichtsprozent oder 11400 ppm. Aluminium liegt somit oberhalb der CI-Werte, jedoch unterhalb der restlichen kohligen Chondrite.

#### Restliche Elemente
Alle anderen Elemente befinden sich im Promill- oder im ppm-Bereich. Unter ihnen zeigen noch recht hohe Konzentrationen Natrium, Chrom, Mangan, Stickstoff, Phosphor, Titan, Kobalt, Chlor, Kalium, Zink und Kupfer.
Natrium erbrachte 0,40 Gewichtsprozent (4,00 ‰). Dies ist praktisch identisch mit CO-Chondriten, jedoch deutlich niedriger als in CI-Chondriten.
Die Konzentration von Chrom beträgt 0,309 Gewichtsprozent (3,09 ‰). Dies ist etwas höher als in CI-Chondriten (2,61 %), jedoch niedriger als in den restlichen kohligen Chondriten.
Mangan lieferte 0,170 Gewichtsprozent (1,70 ‰). CI-Chondrite sind mit 1,896 ‰ höher konzentriert und auch CR-Chondrite liegen mit 1,73 ‰ etwas höher. Die restlichen kohligen Chondrite liegen darunter.
Stickstoff ist mit 0,112 Gewichtsprozent (1,12 ‰) vertreten. Das ist wesentlich niedriger als in CI-Chondriten, jedoch bedeutend höher als in den übrigen kohligen Chondriten.
Phosphor hat eine Konzentration von 0,098 Gewichtsprozent (0,98 ‰). Dies ist praktisch identisch mit CI-Chondriten, jedoch mit Ausnahme von CR-Chondriten niedriger als in den anderen kohligen Chondriten.
Titan weist eine Konzentration von 0,061 Gewichtsprozent (0,61 ‰) auf. Titan ist gegenüber CI-Chondriten angereichert, jedoch erneut mit Ausnahme der praktisch identischen CR-Chondrite gegenüber den übrigen kohligen Chondriten abgereichert.
Kobalt zeigt mit 0,056 Gewichtsprozent (0,56 ‰) gegenüber CI-Chondriten etwas höhere Konzentrationen, ist aber gegenüber den anderen kohligen Chondriten etwas abgereichert.
Chlor weist 0,047 Gewichtsprozent (0,47 ‰) auf und ist mit Ausnahme der CI-Chondrite deutlich höher konzentriert als alle anderen kohlige Chondriten.
Kalium hat eine Konzentration von 0,041 Gewichtsprozent (0,41 ‰). Es liegt ebenfalls niedriger als CI-Chondrite, jedoch höher als die verbliebenen kohligen Chondrite.
Zink hat nur noch 0,0177 Gewichtsprozent (0,117 ‰) und ist höher konzentriert als in allen anderen kohligen Chondriten.
Kupfer schließlich zeigt eine Konzentration von 0,0129 Gewichtsprozent (0,129 ‰). Es ist praktisch identisch mit CI- und CO-Chondriten, jedoch höher konzentriert als in den übrigen kohligen Chondriten.

### Isotopen

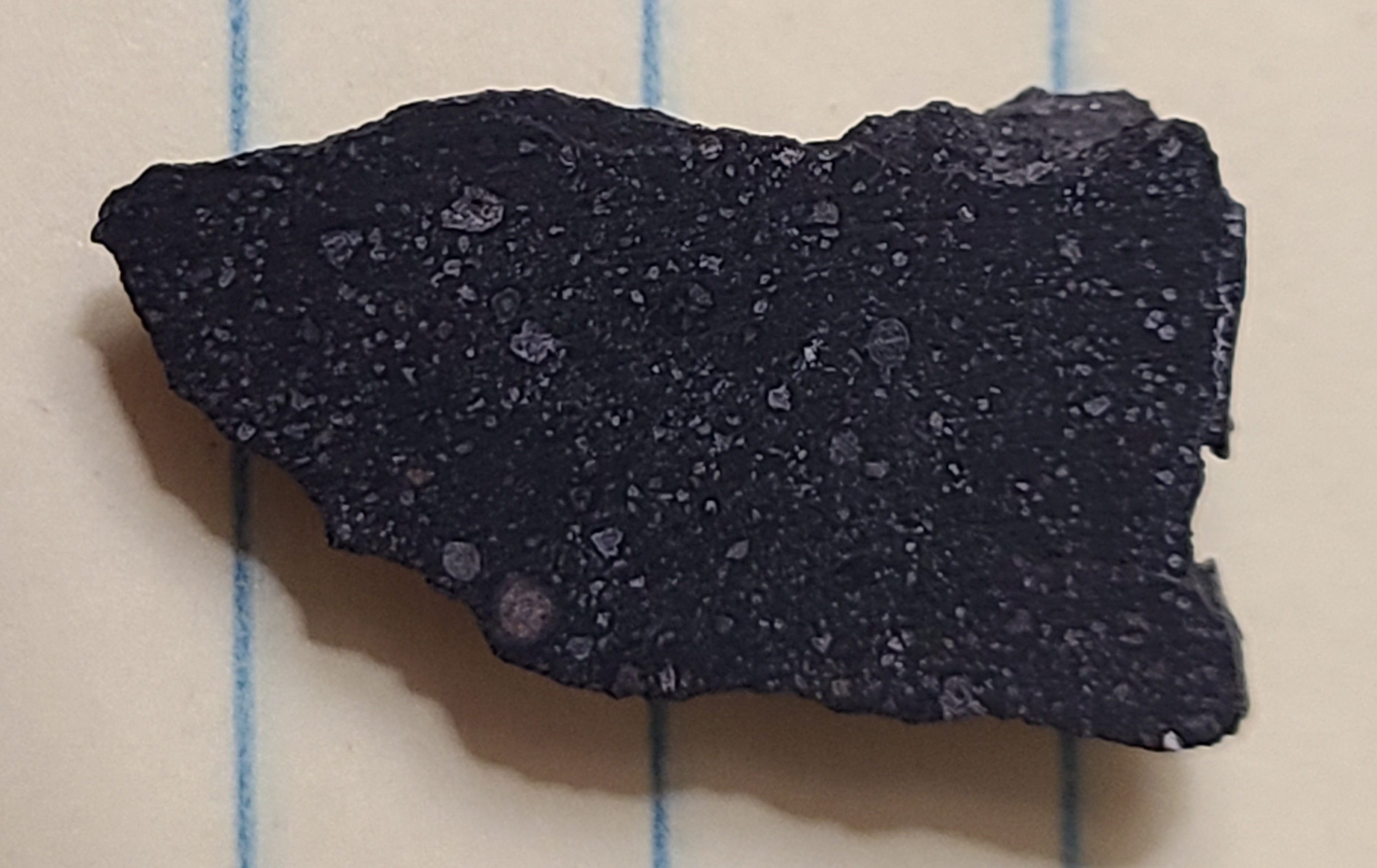
Der Jbilet-Winselwan-Meteorit aus der Westsahara

Zur Aufklärung natürlicher Prozesse sind Isotopen und ihre jeweiligen Verhältnisse unabdingbar geworden. Insbesondere Sauerstoff bildet sehr stabile Oxide aus. Um Isotope mit ihren geringen Massenunterschieden voneinander zu trennen, bedarf es bedeutender physikalischer Ereignisse, Prozesse oder Energien.
CM- und CI-Chondriten besitzen beispielsweise messbare Unterschiede in ihren Sauerstoffisotopen. Dies lässt auf Unterschiede in der Bildungstemperatur rückschließen – und somit auch auf einen unterschiedlichen Entstehungsbereich innerhalb des Frühen Sonnensystems. Im Gegensatz hierzu haben CM- und CO-Chondriten sehr ähnliche Sauerstoffisotopen und deuten somit auf eine engere Verwandtschaft.

#### Sauerstoff
Die Sauerstoffisotopenzusammensetzungen der CM-Chondrite sind ihrerseits starken Variationen unterworfen. So schwankt δ18O von 4,5 bis 22,3 ‰ SMOW (bzw. VSMOW), δ17O von 0,2 bis 23,9 ‰ SMOW und Δ17O von −4,2 bis 0,4 ‰ SMOW.
Makoto Kimura und Kollegen geben jedoch im Jahr 2020 eine wesentlich eingeschränktere Streuung der Sauerstoffisotopenwerte an. Bei ihnen bewegt sich δ18O von 2,07 bis 11,91 ‰ SMOW (Mittelwert 6,55 ‰), δ17O von −5,98 bis 4,06 ‰ SMOW (Mittelwert 0,43 ‰) und Δ17O von −4,90 bis −2,00 ‰ SMOW (Mittelwert −2,97 ‰).
Auch Richard Greenwood und Kollegen hatten im Jahr 2017 bereits eine restriktivere Streuung gefunden. Bei ihnen variiert δ18O von 2,0 ‰ bis 9,0 ‰ und Δ17O von −3,5 bis −1,5 ‰.
Insgesamt liegen die CM-Sauerstoffisotopenwerte unterhalb der Terrestrischen Fraktionierungslinie (engl. Terrestrial Fractionation Line oder abgekürzt TFL), unmittelbar unterhalb der CMW (engl. CM water line) und direkt auf der hierzu parallel verlaufenden CM mixing line (Siehe Figur 5 in).
Unterschiede in den Isotopenzusammensetzungen zwischen einzelnen Meteoriten spiegeln teilweise das Verhältnis isotopisch leichte wasserfreie Silikate zu isotopisch schweren Phyllosilikaten wider – obschon keine unmittelbare Korrelation zwischen Sauerstoffisotopenzusammensetzungen und petrologischen Typen bzw. Subtypen besteht.

#### Wasserstoff
Das primordiale Wasser in primitiven kohligen Chondriten wird durch niedrige Deuteriumgehalte gekennzeichnet, hingegen enthält organische Materie hohe Deuteriumgehalte.
Das durchschnittliche δD für schweres Wasser (Deuterium) beträgt bei CM-Chondriten −200 ‰. Alexander und Kollegen (2012) lieferten die Spanne −468 bis −421 ‰ und Piani und Kollegen (2018) − 350 ‰ ± 40 ‰. Organische Materie in CM-Chondriten erbrachte δD-Werte größer 600 ‰ – wobei sogar auf einen pristinen δD-Wert von immerhin ÷ 3500 ‰ rückgeschlossen werden kann. Der δD-Wert von Alexander und Kollegen entspricht einem Verhältnis D/H von 0,83 bis 0,90×10−4. Im Jahr 2017 gibt Alexander für δD jedoch einen Wert von − 53 ± 130 an (Schwankungsbreite −183 bis +77), entsprechend einem D/H von 1,48 ± 0,20×10−4. Dieser neue Wert ist dem irdischen δD (−43 ± 20 ‰) recht ähnlich und verleitet zu der Annahme, dass CM-Chondriten (neben CI-Chondriten) durchaus als Wasserlieferanten der Erde anzusehen sind.

#### Kohlenstoff
Bei CM1-Chondriten wurden δ13C-Werte von −10 ‰ ermittelt.

#### Stickstoff
Für das Isotopenverhältnis 15N/14N gibt Alexander (2017) den Wert 3,84 ± 0,24×10−3an. Dies entspricht einem δ15N von 44 ± 66 ‰.

### Elementverhältnisse
Das Mg/Si-Verhältnis ist mit 1,02 bis 1,07 recht hoch und ähnelt solaren Werten. Nur CV-Chondrite sind mit 1,15 noch stärker an Mg angereichert. Das Ca/Si-Verhältnis ist mit 0,062 bis 0,080 innerhalb der kohligen Chondriten hinter den CI-Chondriten am zweitniedrigsten.
Das C/H Verhältnis schwankt gemäß Alexander (2017) zwischen 0,8 und 2,7.

## Entstehungsort
Als Entstehungsort bzw. Ausgangskörper der kohligen CM-Chondrite werden allgemein kohlenstoffreiche Asteroiden angenommen. Hierzu gehören vor allem die C-Asteroiden, teilweise aber auch G-Asteroiden, B-Asteroiden (darunter auch die F-Asteroiden), die D-Asteroiden und die P-Asteroiden. Da die große Mehrheit der Asteroiden aus kohlenstoffhaltigen Typen besteht, jedoch unter Meteoriten nur wenige Prozent angetroffen werden, muss eine strenge Auslese unter Meteoriten stattgefunden haben.
Die Frage des/der Ausgangskörper ist nach wie vor nicht endgültig gelöst, auch wenn die Diversifizierung der CM-Chondriten und der verschiedenen C-Asteroidentypen bzw. -subtypen ein derartiges Verhältnis nahelegt.
Kohlenstoffhaltige Asteroiden werden von Weltraumverwitterung betroffen. Dies erschwert eine eindeutige spektroskopische Zuordnung von Meteoriten zu ihren Ausgangskörpern. Dennoch wurden gerade auf dem Gebiet der Spektroskopie Fortschritte erzielt.
Die Hypothese, dass sämtliche CM-Chondriten von einem einzigen Ausgangskörper abstammen, wird nach wie vor aufrechterhalten.

### Stichprobenverzerrung
Wie auch andere kohlige Chondrite unterliegen CM-Chondrite einer ernsten Stichprobenverzerrung. Kohlige Chondrite sind generell unbeständig und spröde – was im Makrobereich auf ihre Porosität und im Mikrobereich auf ihre Phyllosilikat-haltige Grundmasse zurückzuführen ist. Eine Rolle spielt hier auch der teils lagige Aufbau der Chondren durch Phyllosilikate. Deswegen sind die Meteoriten als tuffartig beschrieben worden – vergleichbar mit kompaktierter vulkanischer Asche.
Veranschaulichen soll dies der Tagish-Lake-Meteorit, der rund 10 Kilogramm an Proben lieferte, aber dessen Masse vor Eintritt in die Erdatmosphäre mit 60 bis 90 Tonnen geschätzt wird.
Viele Meteoritengruppen sind aber weitaus resistenter als die kohligen Chondriten, so beispielsweise die überrepräsentierten Gewöhnlichen Chondrite und noch weitaus stärker die Eisenmeteorite.
Auf der Erdoberfläche gelandete CI- und CM-Chondrite unterliegen sodann der Verwitterung. Da ein Großteil der kohligen Chondrite eine hohe Wasserlöslichkeit besitzt, ist es weitaus wahrscheinlicher, dass Gewöhnliche Chondrite und Eisenmeteorite bevorzugt erkannt und aufgelesen werden. Erst die Durchmusterung von Wüsten und Kältewüsten (beispielsweise der Antarktis) hat viele neue kohlige Chondrite zum Vorschein gebracht.

## Zusammenschau

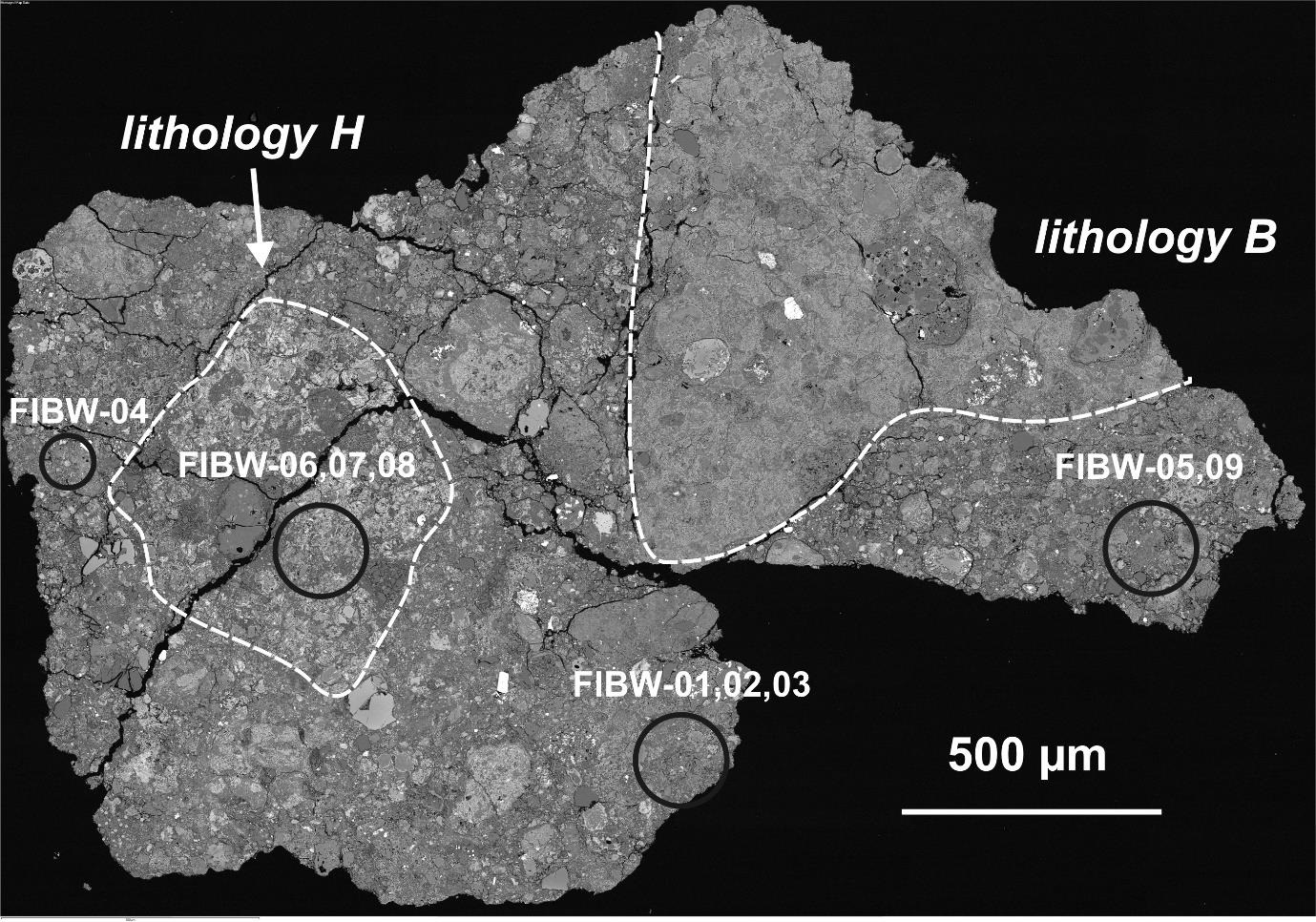
SEM-BSE-Abbildung des Winchcombe-Meteoriten. Gut zu erkennen die brekziöse Natur mit verschiedenen Lithologiebereichen.

CM-Chondrite sind vor allem Brekzien mit einem recht hohen, ursprünglichen, durchschnittlichen Wassergehalt von rund 9 Gewichtsprozent, der sich vor allem in gebundener Form in Phyllosilikaten befindet. Fast sämtliche CM-Chondrite haben auf ihrem Ausgangskörper eine recht intensive wässrige Alteration erfahren. Die Reaktionsprodukte dieser Veränderungen verschleiern jetzt den Nachweis der primordialen Akkretionsprozesse. Die poröse Grundmasse nahezu aller CM-Chondrite enthält verklumpte Minerale, die durch die wässrigen Alterationen entstanden waren. Die Klumpen bestehen vorwiegend aus Phyllosilikaten und Tochilinit, die mit Pentlandit und nickelhaltigem Pyrrhotit verwachsen sind.
Die wässrige Alteration griff die ursprünglichen Silikate an, welche zu Phyllosilikaten umgewandelt wurden. Die Abfolge der wässrigen Alteration kommt in der Typenabfolge 3.0 (pristin und unverändert) bis hin zu 2.0 (hochgradig verändert – vormals noch CM1) zum Ausdruck. Einige der Umwandlungsrescheinungen liefen bereits ganz zu Beginn ab – Beispiele sind die Umwandlung primär magmatischen Glases innerhalb der Chondren, das Heranwachsen wässrig veränderter Minerale und die Bildung sekundärer Sulfidkörner. Andere Umwandlungsprozesse kommen innerhalb der Abfolge petrographisch zum Ausdruck – im Wachstum von Phyllosilikaten, in der Oxidation metallischen Eisen-Nickels, in der Zerstörung isolierter Silikatkörner innerhalb der Matrix, in der Umgestaltung von Chondrenphänokristallen, in der veränderten chemischen Zusammensetzung von Sekundärmineralen und in der Ausfällung von Karbonaten.